# Штаб-квартира ФИФА
Штаб-квартира ФИФА — комплекс зданий в Цюрихе.
Кроме офисов, комплекс включает в себя фитнес-центр, комнату для отдыха, географически-тематические парки и полноразмерное футбольное поле.
Главное здание имеет только два наземных этажа и пять подземных. Причиной этого стало то, что в парковой зоне Цюриха нельзя строить дома выше двух этажей. Под землю ушли технические сооружения, центр документации, гараж и конференц-зал исполнительного комитета ФИФА. Такова была задумка архитектора. Как объяснил тогдашний президент ФИФА Зепп Блаттер «Места, где люди принимают решения, должно содержать только непрямой свет, потому что свет должен исходить от самих людей, которые собрались там».
В мае 2015 года в здании прошел рейд швейцарской полиции в рамках расследования уголовного дела по поводу подкупа при определении хозяев чемпионата мира в 2018 году и 2022 годах, во время которой было арестовано 14 человек.

## Галерея

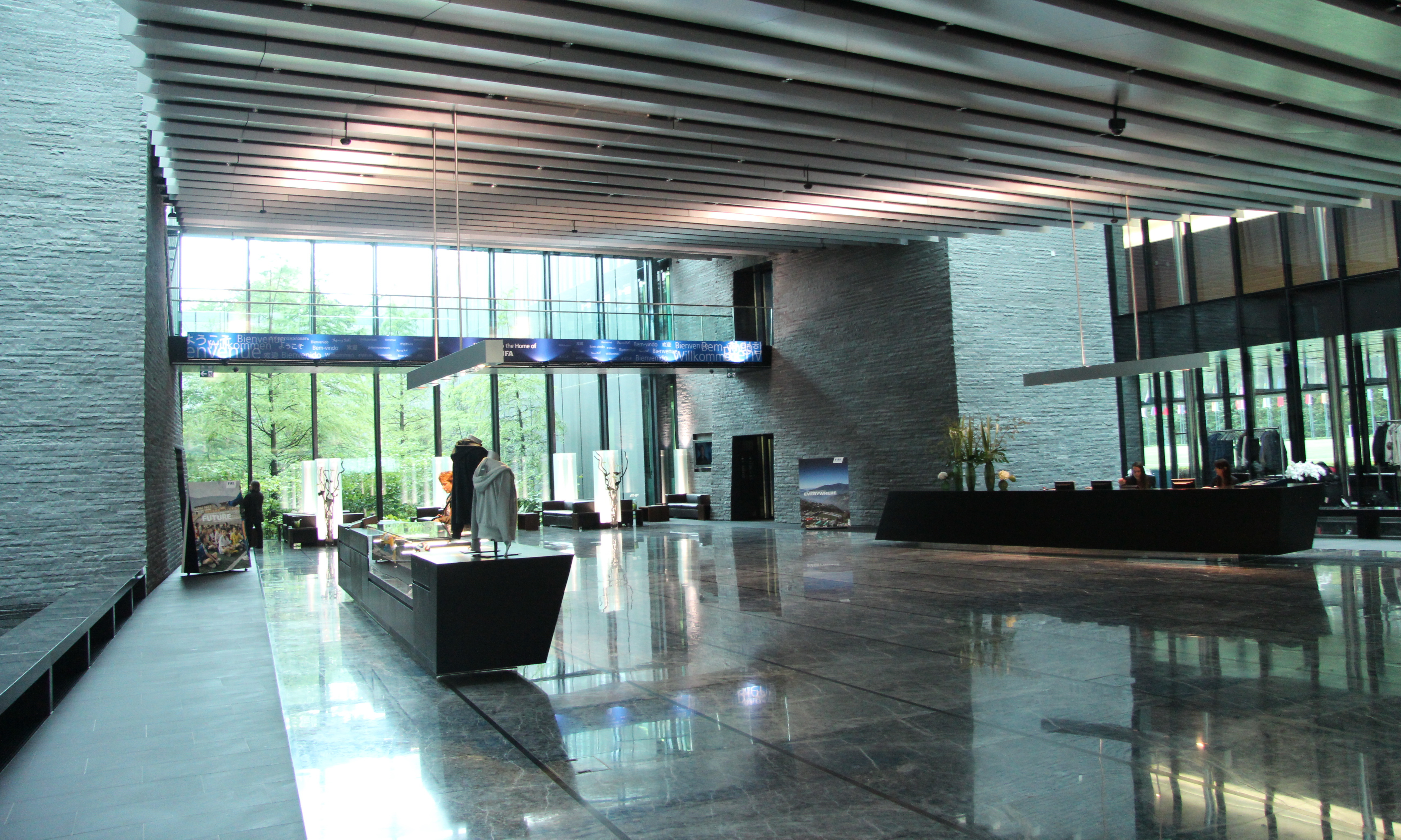
Главный зал штаб-квартиры
Футбольное поле штаб-квартиры
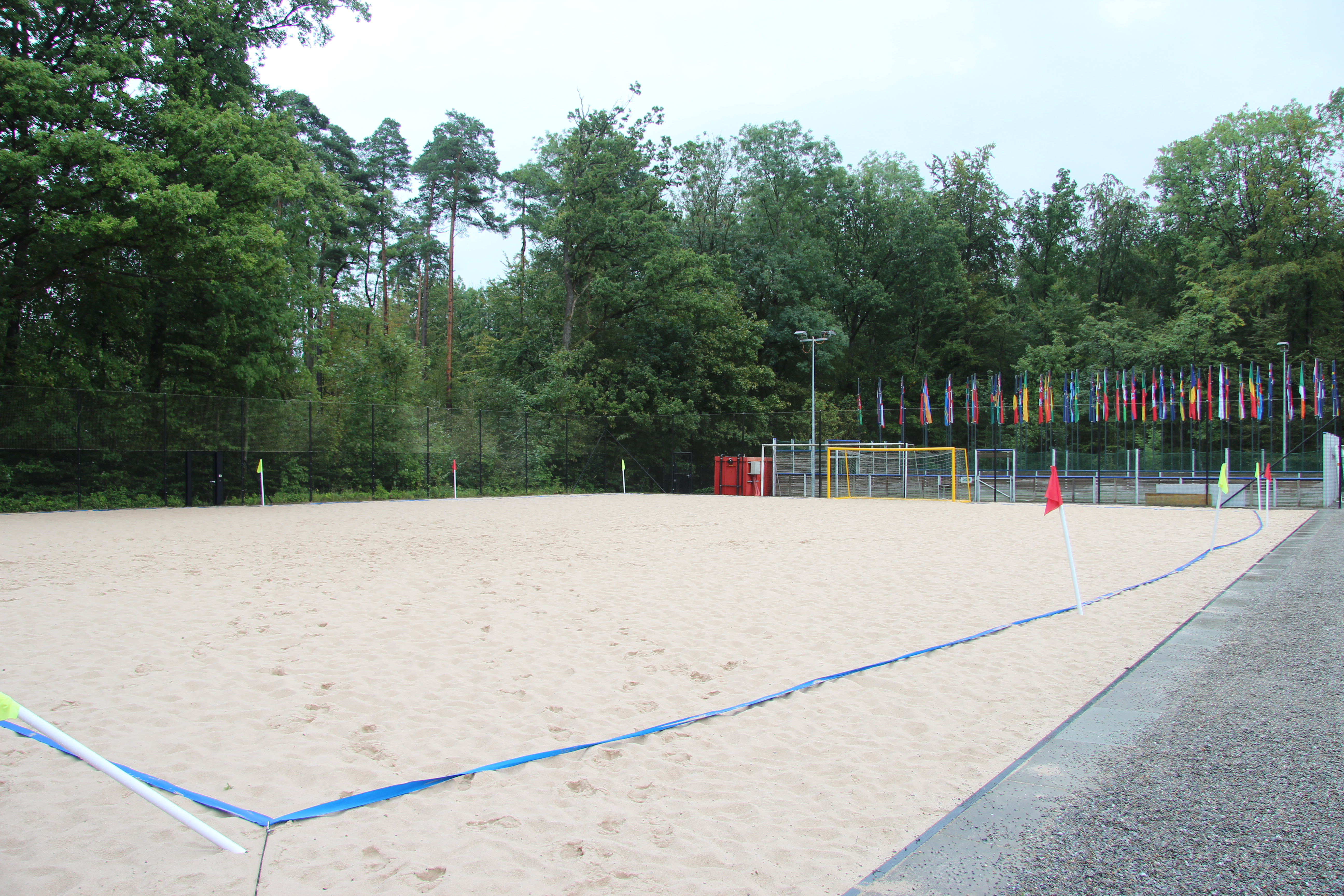
Поле для пляжного футбола
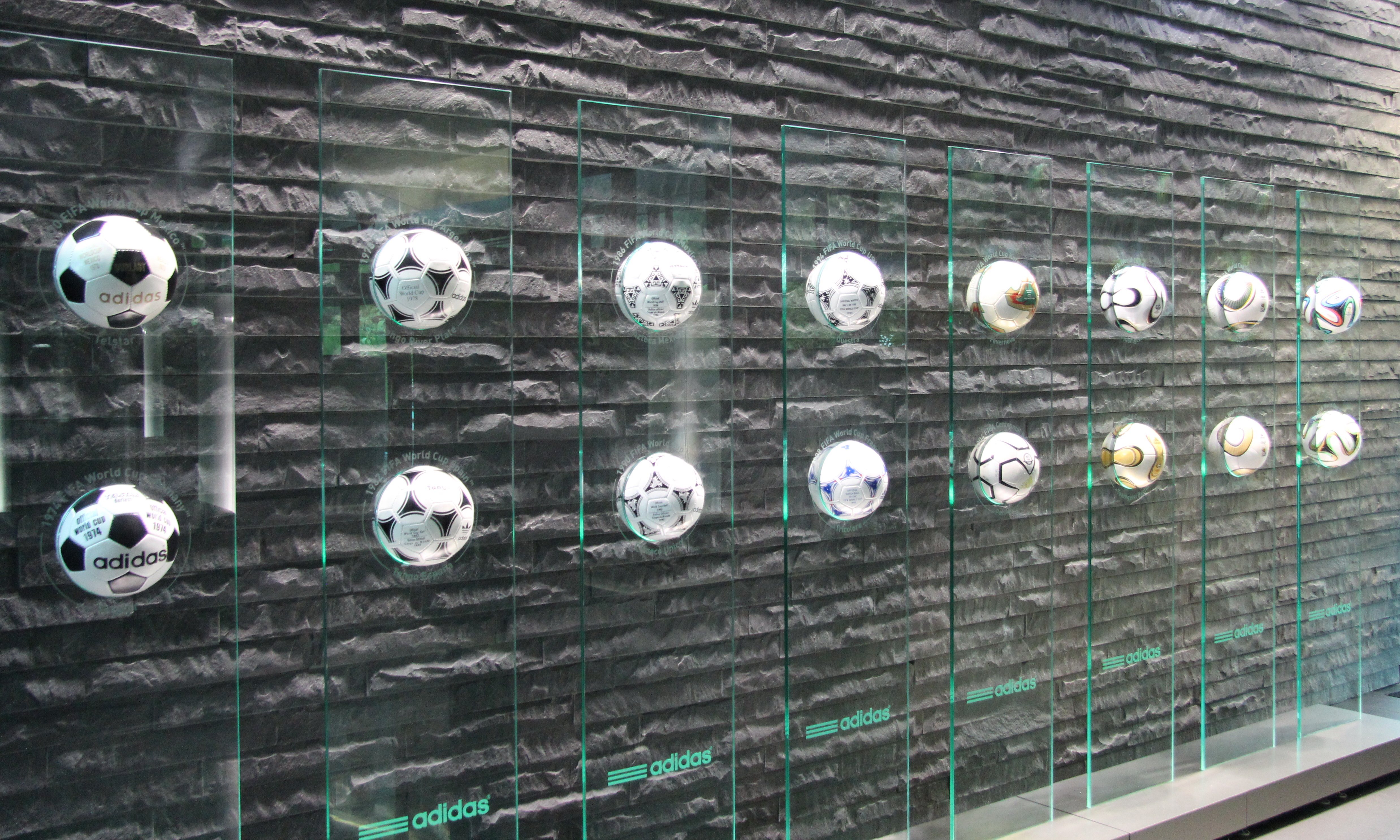
Мячи чемпионатов мира в музее ФИФА